# Свети Димитър (Балинци)
Вижте пояснителната страница за други значения на Свети Димитър.
„Свети Великомъченик Димитър“ или „Свети Димитрий“ (на македонска литературна норма: „Свети Димитриј“, „Свети Димитар“) е възрожденска православна църква във валандовското село Балинци, югоизточната част на Северна Македония. Част е от Повардарската епархия на Македонската православна църква. Църквата е гробищен храм, разположен югозападно от селото. Изградена е преди 1860 година от Андон Китанов.
Църквата е разрушена при Валандовското земетресение в 1931 година, след което е възстановена. Църквата е трикорабна, с женски дял на западната страна и с малка полукръгла отвън олтарна апсида. Централният кораб е засводен и е по-висок от двата странични. Главният вход е от юг, като има вход и от западната страна. От юг и от запад има отворен трем. Иконостасът е изработен в 1938 година от братя Доневи от село Гари, Дебърско. В църквата има икони от XIX век.